# Liste der Hörfunk- und Fernsehsender in Osttimor
Die Liste führt die Hörfunk- und Fernsehsender, die ihren Sitz in Osttimor haben.

## Hörfunksender
Derzeit gibt es in Osttimor mehr als 15 kommunale, einen nationalen und drei kommerzielle Radiosender.

### Überregionale Sender

Logo von RTL

- M3 Radio Dili 88.8 FM, FM 88,8 MHz, privater Radiosender in englischer Sprache
- Radio Liberdade Dili, FM 95,8 MHz[2]
- Nacional FM, Radiosender der Grupo de Média Nacional
- Radio Nacional de Timor Leste (RTL), landesweiter öffentlicher Sender (gehört zu RTTL)[3]
- Radio Falintil/Voz da Esperanca, FM 88,1 MHz[4][3]
- STL Radio FM (RSTL), Radiosender der Suara Timor Lorosa’e Corporation
- Radio Timor Kmanek RTK, katholischer Sender des Bistums Dili[3][5]
- Radio Maubere, 3805 kHz (später 5270 kHz), ehemaliger Sender des osttimoresischen Widerstands (1975–1978)
- Radio Maubere, seit 2011 ein Parteisender der FRETILIN mit Sitz in Dili (FM 99,9 MHz)

### Kommunale Sender

Asosiasaun Radio Komunidade Timor-Leste (ARKTL)

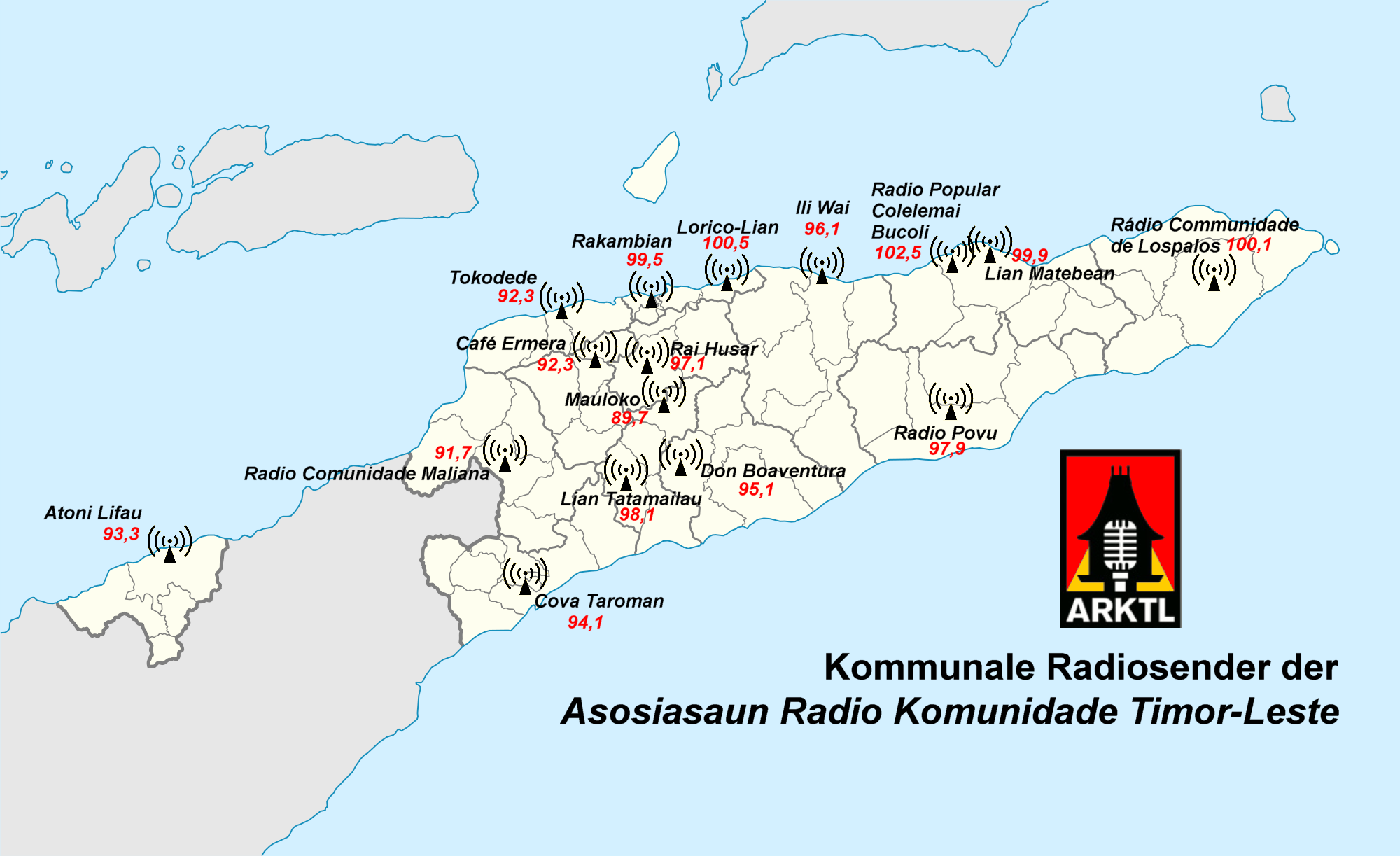
Radiosender der ARKTL

Die kommunalen Sender sind verbunden in der Asosiasaun Radio Komunidade Timor-Leste (ARKTL).
- Radio Communidade Rai Husar (Radio Aileu, FM 97,1 MHz), Gemeinde Aileu
- Lian Tatamailau (FM 98,1 MHz), Gemeinde Ainaro
- Radio Maubisse Mauloko (FM 89,7 MHz), Gemeinde Ainaro
- Lian Matebean (FM 99,9 MHz), Gemeinde Baucau
- Radio Popular Colelemai Bucoli (FM 102,5 MHz), Gemeinde Baucau
- Radio Comunidade Maliana RCM (Radio Maliana, FM 91,7 MHz), Gemeinde Bobonaro
- Cova Taroman (FM 94,1 MHz), Gemeinde Cova Lima
- Lorico Lian (FM 100,5 MHz), Gemeinde Dili
- Rakambian (FM 99,5 MHz), Gemeinde Dili
- Radio Café Ermera (FM 92,3 MHz), Gemeinde Ermera
- Rádio Communidade de Lospalos RCL (Radio Lospalos, FM 100,1 MHz), Gemeinde Lautém
- Rádio Communidade Tokodede (RCT, FM 92,3 MHz), Gemeinde Liquiçá
- Radio Communidade Ili Wai (FM 96,1 MHz), Gemeinde Manatuto
- Radio Don Boaventura (Radio 1912 Same, FM 95,1 MHz), Gemeinde Manufahi
- Radio Komunidade Atoni Lifau (FM 93,3 MHz), Oe-Cusse Ambeno
- Radio Povo Viqueque RPV (FM 97,9 MHz), Gemeinde Viqueque[6]
- Radio Drama Kirau Dikur ba Dame (Dramaradio Büffelhorn für Frieden), Jugendsender mit Radiohörspielen, sendet sein Programm auf den Frequenzen der kommunalen Radiosender fünfmal die Woche eine halbe Stunde lang.

## Fernsehsender

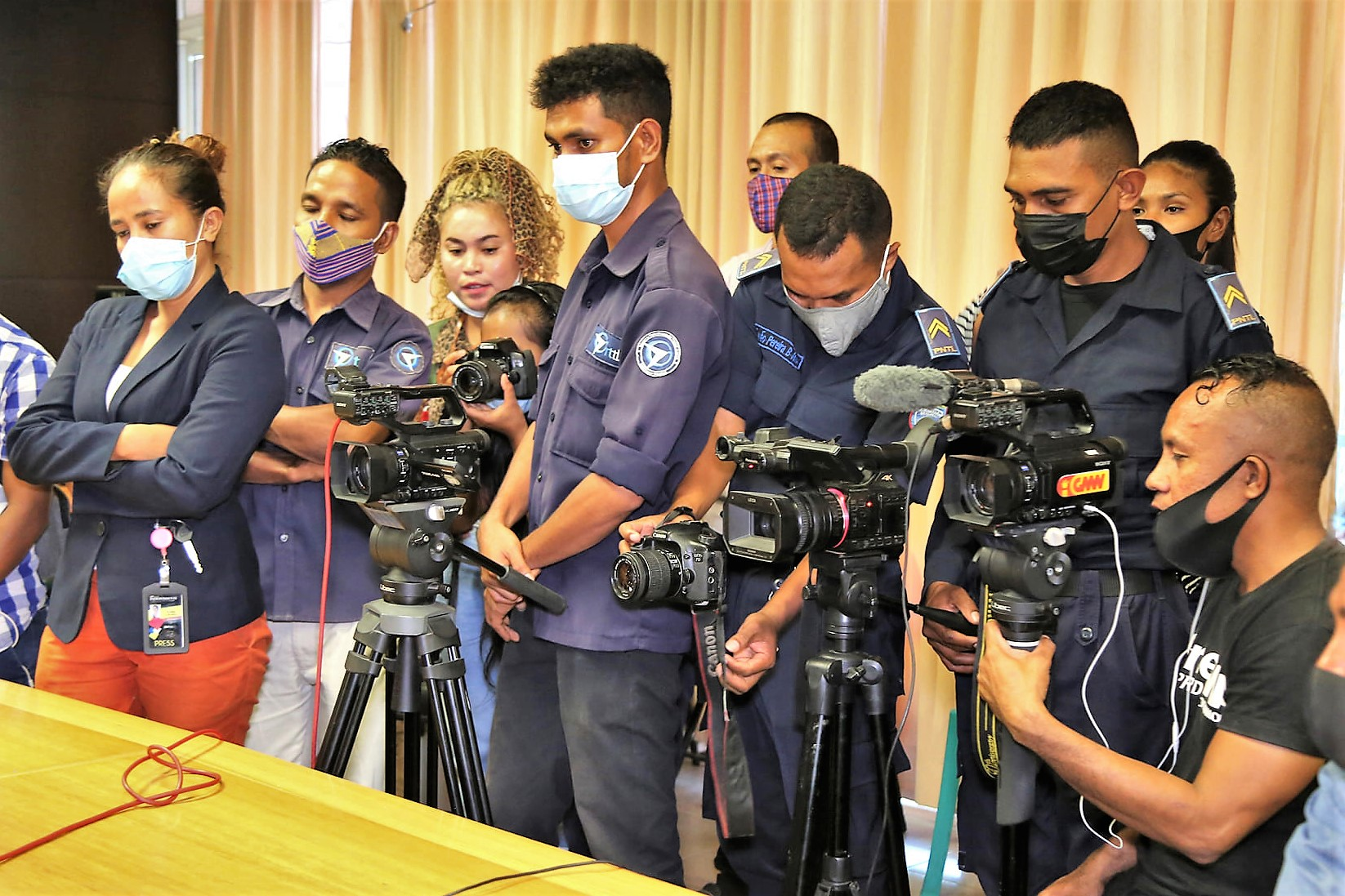
TV-Reporter bei einer Pressekonferenz

- Televisão de Timor Leste (TVTL), landesweiter öffentlicher Sender (gehört zu RTTL)[3]
- Televisão Educação Timor (TVET, TVE/TL, tetum Televisao Edukasaun Timor), staatlicher Bildungssender
- TV-STL, Sender der Suara Timor Lorosa’e Corporation
- GMN TV (Grupo Média Nacional), Privatsender
- Radio e Televisão Maubere (RTM), Parteisender der FRETILIN